# 何穆
何穆（1905年4月22日—1990年4月11日），男，字公競，江苏金山人，中国肺科专家，曾任中国防痨协会秘书长、副会长，中华医学会常务理事，第四、五、六届全国政协委员。

## 生平
出生在上海市。自幼丧父，由孀居母亲抚养长大。1920年就读于上海工商学校，1920年9月转入震旦大学附中学习法语。1923年读医学预科。1926年7月自费赴法国斯特拉斯堡大学医学院学习。1928年10月转入里昂中法大学医学院。1934年4月在图卢兹大学医学院参加毕业考试通过毕业论文，1935年1月毕业获医学博士学位并回到上海。
1937年到重庆。1938年6月，结识了生活书店经理、地下党员李济安(李文)，阅读《生活周刊》和《论持久战》等，又给《新华日报》社和八路军驻重庆办事处工作人员看病。经李济安介绍，八路军驻重庆办事处主任吴玉章写了推荐信，1938年8月到延安。受到陕甘宁边区政府主席林伯渠、八路军后方留守处主任萧劲光、军委总卫生部部长姜齐贤、中央总卫生处处长傅连璋等领导的欢迎，被安排到军委卫生部下的边区医院工作，开设肺科并任主任。中央组织部部长陈云和副部长李富春与他谈话，调中央卫生处门诊部任主任。1939年7月10日，周恩来从重庆返回延安参加中央政治局会议，由于坐马受惊致右臂摔伤，中央决定由傅连璋和何穆两个内科医生进行骨科紧急处治，脱臼整复术由于复位欠妥，致使周恩来右臂未达功能位置，终身残疾。何穆向李富春提议建设一所尽可能现代化的医院，得到中央同意，1939年7月底委托他筹建中央直属医院，拨款3000元、院址选在延安李家湾山口。两个月打窑洞40多孔，盖成一排平房，制作和置办了必要的医疗设备，使医院初具开办条件。1939年9月下旬，赴重庆招聘医护人员和采购药品及医疗器械。对何穆夫妇的离去，许多人感到惋惜。毛泽东对边区政府交际科长金城说：“不要惋惜或看不起他们。他们回去后会用亲身经历来做比较，如果他们经过比较，觉得我们解放区好，又要回来，我们再欢迎他们也不迟。因为经过再一次反复，他们与我们合作信心会更足，决心会更大，也会在这里工作的更好。”何穆夫妇1940年12月又返回了延安。中央组织部部长陈云、办公厅主任王首道宣布中央决定：任命何穆为中央医院院长。何穆上任后，首先是建立健全医院组织机构，加强对医护人员的思想和技术培训；二是将房舍形成九层楼式分布，窑洞实行一层一科编号管理；三是建立健全医疗规章制度，严格管理，提高医护质量和工作效率。经过一年多的运转和扩建，工作人员达到350人，开设床位180张，临床科室和医技科室基本齐全，满足了中央和部队人员看病的需要。何穆兼任内科和肺科（结核病）主任。医院积极响应大生产运动。何穆亲手革新了纺车，被周恩来称为“何穆式纺车”，在边区推广使用。从1940年到1945年，中央医院共收治伤病员12677人。
1945年8月30日，何穆加入中国共产党。1945年9月邓小平请示中央派遣人员支援晋冀鲁豫军区的医疗工作。中组部派遣有建立医院经验的何穆和夫人姚冷子带着两岁的女儿，率领侯明、常宗礼、何智泉、陈志英等跋涉半个月到达晋冀鲁豫机关驻地涉县赤岸村。何穆被任命为晋冀鲁豫军区卫生部副部长，筹建一所正规的军队医院，并附设学校培养医务人员。1946年春建立起预备医院，1946年7月1日在河北邢台正式成立了晋冀鲁豫军区白求恩国际和平医院总院，何穆被任命为院长；1947年4月开办了护士学校，何穆任校长；1948年春，刘邓大军千里挺进大别山，医院和学校留在太行老区，1948年8月迁回山西长治，改名为晋冀鲁豫军区白求恩国际和平医院，10月开办了和平医专；1949年3月更名为太行白求恩国际和平医院，学校为和平医专；1949年9月医院和学校集体从军队转业到地方；1950年1月全国解放，医院更名为山西省立医院，学校更名为山西省立医科专门学校。 1949年4月太原解放，7月何穆奉命率领有关人员赴太原接管山西省卫生行政机构。1949年10月何穆请示上级批准，将和平医专、川至医专、太原高级助产学校、山西大学医学院合并改建为山西医学院。何穆被任命为山西医学院院长。
1949年后，何穆担任山西省省卫生厅厅长。1951年8月，调任北京医学院附属医院院长。1955年5月卫生部任命其为中华结核病研究所（后改称北京结核病研究所）所长。成为新中国的结核病防治事业的重要领导人。